# Together: Edgar Winter and Johnny Winter Live
| Recensione | Giudizio |
| ---------- | -------- |
| AllMusic   | [ 1 ]    |

Together: Edgar Winter and Johnny Winter Live è l'ottavo album di Edgar Winter (secondo dal vivo), assieme al fratello Johnny Winter, pubblicato nel luglio del 1976 dalla Blue Sky Records.

## Tracce
Lato A
1. Harlem Shuffle – 3:41 (Bob Relf, Earl Nelson)
2. Soul Man – 2:55 (David Porter, Isaac Hayes)
3. You've Lost That Lovin' Feelin' – 5:04 (Barry Mann, Cynthia Weil, Phil Spector)
4. Rock & Roll Medley – 6:17

Lato B
1. Let the Good Times Roll – 3:15 (Leonard Lee)
2. Mercy, Mercy – 3:46 (Don Covay, Ron Alonzo Miller)
3. Baby, Whatcha Want Me to Do – 11:06 (Jimmy Reed)

## Musicisti
- Edgar Winter - sassofono, voce solista
- Johnny Winter - chitarra, voce solista
- Rick Derringer - chitarra, accompagnamento vocale
- Floyd Radford - chitarra
- Randy Jo Hobbs - basso
- Dan Hartman - pianoforte, accompagnamento vocale
- Richard Hughes - batteria
- Chuck Ruff - batteria

Note aggiuntive
- Edgar Winter e Johnny Winter - produttori
- Registrato dal vivo al Swing Auditorium di San Bernardino, California ed al San Diego Sports Arena di San Diego, California dallo staff della Wally Heider Studios di Los Angeles
- Ray Thompson e Shelly Yakus - ingegneri delle registrazioni
- Andy Bloch - coordinatore
- Mixato al The Record Plant di New York
- Shelly Yakus - ingegnere del mixaggio
- David Thoerner - assistente ingegnere del mixaggio
- Masterizzato al The Master Cutting Room di New York da Tony Stevens
- Paula Scher e John Berg - design album
- Richard Avedon - fotografie copertina album frontale e retrocopertina
- Fotografie interno album Mrs. Winter e Edgar e Johnny Winter[3]